# Liste des matchs de l'équipe d'Haïti de football par adversaire
Cette liste présente les matchs de l'équipe d'Haïti de football par adversaire rencontré.
- Haut – A
- B
- C
- D
- E
- F
- G
- H
- I
- J
- K
- L
- M
- N
- O
- P
- Q
- R
- S
- T
- U
- V
- W
- X
- Y
- Z

## A

### Antigua-et-Barbuda
Confrontations entre Antigua-et-Barbuda et Haïti :
|    | Date              | Lieu           | Match                      | Score | Compétition                                                      |
| -- | ----------------- | -------------- | -------------------------- | ----- | ---------------------------------------------------------------- |
| 1  | 26 octobre 1978   | San Fernando   | Antigua-et-Barbuda - Haïti | 0-1   | Coupe caribéenne des nations 1978 (tour final)                   |
| 2  | 29 septembre 1979 | Port-au-Prince | Haïti - Antigua-et-Barbuda | 1-0   | 1er tour préliminaire de la Coupe caribéenne des nations 1979    |
| 3  | 15 octobre 1979   |                | Antigua-et-Barbuda - Haïti | 1-2   | 1er tour préliminaire de la Coupe caribéenne des nations 1979    |
| 4  | 4 août 1984       | Port-au-Prince | Antigua-et-Barbuda - Haïti | 0-4   | Éliminatoires de la Coupe du monde 1986                          |
| 5  | 7 août 1984       | Port-au-Prince | Haïti - Antigua-et-Barbuda | 1-2   | Éliminatoires de la Coupe du monde 1986                          |
| 6  | 31 juillet 1998   | Port-d'Espagne | Antigua-et-Barbuda - Haïti | 2-3   | Match de classement de la Coupe caribéenne des nations 1998      |
| 7  | 18 novembre 2002  | Port-au-Prince | Haïti - Antigua-et-Barbuda | 1-0   | Gold Cup 2003 (tournoi qualificatif Caraïbes) (2e tour)          |
| 8  | 4 décembre 2008   | Montego Bay    | Haïti - Antigua-et-Barbuda | 1-1   | Coupe caribéenne des nations 2008 (gr. I)                        |
| 9  | 11 novembre 2011  | Saint John's   | Antigua-et-Barbuda - Haïti | 1-0   | Éliminatoires de la Coupe du monde 2014 (zone CONCACAF, 2e tour) |
| 10 | 15 novembre 2011  | Port-au-Prince | Haïti - Antigua-et-Barbuda | 2-1   | Éliminatoires de la Coupe du monde 2014 (zone CONCACAF, 2e tour) |
| 11 | 11 décembre 2012  | Saint John's   | Antigua-et-Barbuda - Haïti | 0-1   | Coupe caribéenne des nations 2012 (gr. A)                        |
| 12 | 12 novembre 2014  | Montego Bay    | Haïti - Antigua-et-Barbuda | 2-2   | Coupe caribéenne des nations 2014 (gr. B)                        |

#### Bilan
Au 19 août 2018 :
- Total de matchs disputés : 12
- Victoires de l'équipe d'Antigua-et-Barbuda : 2
- Matchs nuls : 2
- Victoires de l'équipe d'Haïti : 8

### Antilles néerlandaises

#### Confrontations
Confrontations entre les Antilles néerlandaises et Haïti en matchs officiels :
|    | Date              | Lieu           | Match                          | Score | Compétition                                                       |
| -- | ----------------- | -------------- | ------------------------------ | ----- | ----------------------------------------------------------------- |
| 1  | 25 février 1963   | Kingston       | Haïti - Antilles néerlandaises | 1-3   | Coupe des nations de la CONCACAF 1963 (tour préliminaire)         |
| 2  | 2 mars 1963       | Kingston       | Antilles néerlandaises - Haïti | 1-0   | Coupe des nations de la CONCACAF 1963 (tour préliminaire)         |
| 3  | 28 mars 1965      | Guatemala      | Haïti - Antilles néerlandaises | 1-1   | Championnat de la CONCACAF 1965 (tour final)                      |
| 4  | 14 janvier 1967   | Kingston       | Haïti - Antilles néerlandaises | 1-0   | Coupe des nations de la CONCACAF 1967 (tournoi qualificatif)      |
| 5  | 1er décembre 1973 | Port-au-Prince | Haïti - Antilles néerlandaises | 3-0   | Coupe des nations de la CONCACAF 1973 (phase finale)              |
| 6  | 31 juillet 1976   | Oranjestad     | Antilles néerlandaises - Haïti | 1-2   | Coupe des nations de la CONCACAF 1977 (tour préliminaire)         |
| 7  | 14 août 1976      | Port-au-Prince | Haïti - Antilles néerlandaises | 7-0   | Coupe des nations de la CONCACAF 1977 (tour préliminaire)         |
| 8  | 12 septembre 1980 | Port-au-Prince | Haïti - Antilles néerlandaises | 1-0   | Coupe des nations de la CONCACAF 1981 (tour préliminaire)         |
| 9  | 12 décembre 1980  | Willemstad     | Antilles néerlandaises - Haïti | 1-1   | Coupe des nations de la CONCACAF 1981 (tour préliminaire)         |
| 10 | 22 juillet 1998   | Kingston       | Haïti - Antilles néerlandaises | 4-0   | Coupe caribéenne des nations 1998 (gr. B)                         |
| 11 | 22 novembre 2002  | Port-au-Prince | Haïti - Antilles néerlandaises | 3-0   | Gold Cup 2003 (tour préliminaire)                                 |
| 12 | 15 juin 2008      | Port-au-Prince | Haïti - Antilles néerlandaises | 0-0   | Éliminatoires de la Coupe du monde 2010 : zone CONCACAF (2e tour) |
| 13 | 22 juin 2008      | Willemstad     | Antilles néerlandaises - Haïti | 0-1   | Éliminatoires de la Coupe du monde 2010 : zone CONCACAF (2e tour) |

#### Bilan
- Total de matchs disputés : 13
- Victoires des Antilles néerlandaises : 2
- Victoires d'Haïti : 8
- Matchs nuls : 3
- Total de buts marqués par les Antilles néerlandaises : 7
- Total de buts marqués par Haïti : 25

### Argentine
Confrontations entre l'Argentine et Haïti :
|   | Date         | Lieu         | Match             | Score | Compétition                    |
| - | ------------ | ------------ | ----------------- | ----- | ------------------------------ |
| 1 | 23 juin 1974 | Munich       | Argentine - Haïti | 4-1   | Coupe du monde 1974 (Groupe 4) |
| 2 | 5 mai 2010   | Cutral Có    | Argentine - Haïti | 4-0   | Match amical                   |
| 3 | 29 mai 2018  | Buenos Aires | Argentine - Haïti | 4-0   | Match amical                   |

#### Bilan
Au 19 août 2018 :
- Total de matchs disputés : 3
- Victoires de l'équipe d'Argentine : 3
- Matchs nuls : 0
- Victoires de l'équipe d'Haïti : 0
- Total de buts marqués par l'équipe d'Argentine : 12
- Total de buts marqués par l'équipe d'Haïti : 1

## B

### Bahamas

#### Confrontations
Confrontations entre Haïti et les Bahamas en matchs officiels :
|   | Date             | Lieu           | Match           | Score | Compétition                                                              |
| - | ---------------- | -------------- | --------------- | ----- | ------------------------------------------------------------------------ |
| 1 | 1er avril 2000   | Port-au-Prince | Haïti - Bahamas | 9-0   | Éliminatoires de la Coupe du monde 2002 (zone CONCACAF - gr. Caraïbes 3) |
| 2 | 16 avril 2000    | Nassau         | Bahamas - Haïti | 0-4   | Éliminatoires de la Coupe du monde 2002 (zone CONCACAF - gr. Caraïbes 3) |
| 3 | 21 octobre 2001  | Nassau         | Bahamas - Haïti | 0-2   | Match amical                                                             |
| 4 | 27 décembre 2003 | Miami          | Haïti - Bahamas | 6-0   | Match amical                                                             |

#### Bilan
Au 19 août 2018 :
- Total de matchs disputés : 4
- Victoires d'Haïti : 4
- Matchs nuls : 0
- Victoires des Bahamas : 0
- Total de buts marqués par Haïti : 21
- Total de buts marqués par les Bahamas : 0

### Barbade

#### Confrontations
Confrontations entre la Barbade et Haïti en matchs officiels :
|   | Date            | Lieu           | Match           | Score | Compétition                                                     |
| - | --------------- | -------------- | --------------- | ----- | --------------------------------------------------------------- |
| 1 | 15 janvier 2007 | Port-d'Espagne | Barbade - Haïti | 0-2   | Coupe caribéenne des nations 2007 (gr. Sedley Joseph)           |
| 2 | 10 octobre 2014 | Port-au-Prince | Haïti - Barbade | 4-2   | Éliminatoires de la Coupe caribéenne des nations 2014 (2e tour) |

#### Bilan
Au 19 août 2018 :
- Total de matchs disputés : 2
- Victoires de la Barbade : 0
- Matchs nuls : 0
- Victoires d'Haïti : 2
- Total de buts marqués par la Barbade : 2
- Total de buts marqués par Haïti : 6

### Bermudes
Confrontations entre les Bermudes et Haïti en matchs officiels :
|   | Date              | Lieu           | Match            | Score | Compétition                                        |
| - | ----------------- | -------------- | ---------------- | ----- | -------------------------------------------------- |
| 1 | 14 avril 1970     | Port-au-Prince | Haïti - Bermudes | 1-1   | Match amical                                       |
| 2 | 26 avril 1992     | Hamilton       | Bermudes - Haïti | 1-0   | Éliminatoires de la Coupe du monde 1994            |
| 3 | 24 mai 1992       | Port-au-Prince | Haïti - Bermudes | 2-1   | Éliminatoires de la Coupe du monde 1994            |
| 4 | 7 janvier 2007    | Couva          | Haïti - Bermudes | 2-0   | Coupe caribéenne des nations 2007 (qualifications) |
| 5 | 9 janvier 2007    | Couva          | Bermudes - Haïti | 0-3   | Coupe caribéenne des nations 2007 (qualifications) |
| 6 | 19 septembre 2012 | Port-au-Prince | Haïti - Bermudes | 3-1   | Coupe caribéenne des nations 2012 (qualifications) |
| 7 | 16 juin 2019      | San José       | Haïti - Bermudes | 2-1   | Gold Cup 2019 (gr. B)                              |

#### Bilan
Au 22 juin 2019 :
- Total de matchs disputés : 7
- Victoires de l'équipe des Bermudes : 1
- Match nul : 1
- Victoires de l'équipe d'Haïti : 5
- Total de buts marqués par les Bermudes : 5
- Total de buts marqués par Haïti : 13

### Bolivie

#### Confrontations
Confrontations entre la Bolivie et Haïti en matchs officiels :
|   | Date            | Lieu                    | Match           | Score | Compétition  |
| - | --------------- | ----------------------- | --------------- | ----- | ------------ |
| 1 | 5 mars 2000     | La Paz                  | Bolivie - Haïti | 9-2   | Match amical |
| 2 | 6 février 2013  | Santa Cruz de la Sierra | Bolivie - Haïti | 1-1   | Match amical |
| 3 | 15 octobre 2019 | Santa Cruz de la Sierra | Bolivie - Haïti | 3-1   | Match amical |

#### Bilan
Au 3 novembre 2019 :
- Total de matchs disputés : 3
- Victoires de la Bolivie : 2
- Matchs nuls : 1
- Victoires d'Haïti : 0
- Total de buts marqués par la Bolivie : 13
- Total de buts marqués par Haïti : 4

### Brésil

#### Confrontations
Confrontations entre le Brésil et Haïti en matchs officiels :
|   | Date          | Lieu           | Match          | Score | Compétition                     |
| - | ------------- | -------------- | -------------- | ----- | ------------------------------- |
| 1 | 21 avril 1974 | Brasilia       | Brésil - Haïti | 4-0   | Match amical                    |
| 2 | 18 août 2004  | Port-au-Prince | Haïti - Brésil | 0-6   | Match amical                    |
| 3 | 8 juin 2016   | Orlando        | Brésil - Haïti | 7-1   | Copa América Centenario (gr. B) |

#### Bilan
Au 19 août 2018 :
- Total de matchs disputés : 3
- Victoires du Brésil : 3
- Matchs nuls : 0
- Victoires d'Haïti : 0
- Total de buts marqués par le Brésil : 17
- Total de buts marqués par Haïti : 1

## C

### Canada

#### Confrontations
Confrontations entre Haïti et le Canada en matchs officiels :
|    | Date             | Lieu           | Match          | Score | Compétition                                          |
| -- | ---------------- | -------------- | -------------- | ----- | ---------------------------------------------------- |
| 1  | 10 novembre 1973 | Port-au-Prince | Haïti - Canada | 5-1   | Match amical                                         |
| 2  | 12 novembre 1973 | Port-au-Prince | Haïti - Canada | 0-1   | Match amical                                         |
| 3  | 20 octobre 1977  | Monterrey      | Canada - Haïti | 1-1   | Coupe des nations de la CONCACAF 1977 (tour final)   |
| 4  | 6 novembre 1981  | Tegucigalpa    | Haïti - Canada | 1-1   | Coupe des nations de la CONCACAF 1981 (tour final)   |
| 5  | 28 mars 1984     | Port-au-Prince | Haïti - Canada | 0-1   | Match amical                                         |
| 6  | 13 avril 1985    | Vancouver      | Canada - Haïti | 2-0   | Coupe des nations de la CONCACAF 1985 (premier tour) |
| 7  | 8 mai 1985       | Port-au-Prince | Haïti - Canada | 0-2   | Coupe des nations de la CONCACAF 1985 (premier tour) |
| 8  | 10 octobre 1999  | Los Angeles    | Haïti - Canada | 1-2   | Gold Cup 2000 (tour préliminaire)                    |
| 9  | 18 janvier 2002  | Miami          | Haïti - Canada | 0-2   | Gold Cup 2002 (gr. D)                                |
| 10 | 11 juin 2007     | Miami          | Haïti - Canada | 0-2   | Gold Cup 2007 (gr. A)                                |
| 11 | 29 juin 2019     | Houston        | Haïti - Canada | 3-2   | Gold Cup 2019 (quart de finale)                      |

#### Bilan
Au 29 juin 2019 :
- Total de matchs disputés : 11
- Victoires d'Haïti : 2
- Matchs nuls : 2
- Victoires du Canada : 7
- Total de buts marqués par Haïti : 11
- Total de buts marqués par le Canada : 17

### Chili

#### Confrontations
Confrontations entre Haïti et le Chili en matchs officiels.
|   | Date             | Lieu            | Match         | Score | Compétition  |
| - | ---------------- | --------------- | ------------- | ----- | ------------ |
| 1 | 9 février 1972   | Port-au-Prince  | Haïti - Chili | 1-0   | Match amical |
| 2 | 14 avril 1973    | Port-au-Prince  | Haïti - Chili | 1-1   | Match amical |
| 3 | 24 avril 1974    | Port-au-Prince  | Haïti - Chili | 0-1   | Match amical |
| 4 | 26 avril 1974    | Port-au-Prince  | Haïti - Chili | 0-0   | Match amical |
| 5 | 23 mai 2007      | Port-au-Prince  | Haïti - Chili | 0-0   | Match amical |
| 6 | 19 janvier 2013  | Concepción      | Chili - Haïti | 3-0   | Match amical |
| 7 | 9 septembre 2014 | Fort Lauderdale | Chili - Haïti | 1-0   | Match amical |
| 8 | 6 juin 2019      | La Serena       | Chili - Haïti | 2-1   | Match amical |

#### Bilan
Au 14 juin 2019 :
- Total de matchs disputés : 8
- Victoires du Chili : 4
- Victoires d'Haïti : 1
- Matchs nuls : 3
- Total de buts marqués par le Chili : 8
- Total de buts marqués par Haïti : 3

### Chine

#### Confrontations
Confrontations entre Haïti et la Chine en matchs officiels.
|   | Date         | Lieu            | Match         | Score | Compétition  |
| - | ------------ | --------------- | ------------- | ----- | ------------ |
| 1 | 31 août 2003 | Fort Lauderdale | Haïti - Chine | 4-3   | Match amical |
| 2 | 27 mars 2015 | Changsha        | Chine - Haïti | 2-2   | Match amical |

#### Bilan
Au 19 août 2018 :
- Total de matchs disputés : 2
- Victoires de la Chine : 0
- Matchs nuls : 1
- Victoires d'Haïti : 1
- Total de buts marqués par la Chine : 5
- Total de buts marqués par Haïti : 6

### Colombie

#### Confrontations
Confrontations entre Haïti et la Colombie en matchs officiels.
|   | Date            | Lieu           | Match            | Score | Compétition  |
| - | --------------- | -------------- | ---------------- | ----- | ------------ |
| 1 | 27 mai 1973     | Port-au-Prince | Haïti - Colombie | 4-2   | Match amical |
| 2 | 29 mai 1973     | Port-au-Prince | Haïti - Colombie | 2-1   | Match amical |
| 3 | 27 juin 1989    | Miami          | Colombie - Haïti | 4-0   | Match amical |
| 4 | 11 février 2009 | Pereira        | Colombie - Haïti | 2-0   | Match amical |
| 5 | 27 mai 2016     | Miami          | Colombie - Haïti | 3-1   | Match amical |

#### Bilan
Au 19 août 2018 :
- Total de matchs disputés : 5
- Victoires de la Colombie : 3
- Victoires d'Haïti : 2
- Matchs nuls : 0
- Total de buts marqués par la Colombie : 12
- Total de buts marqués par Haïti : 4

### Corée du Sud

#### Confrontations
Confrontations entre Haïti et la Corée du Sud en matchs officiels.
|   | Date             | Lieu    | Match                | Score | Compétition  |
| - | ---------------- | ------- | -------------------- | ----- | ------------ |
| 1 | 6 septembre 2013 | Incheon | Corée du Sud - Haïti | 4-1   | Match amical |

#### Bilan
Au 19 août 2018 :
- Total de matchs disputés : 1
- Victoires de la Corée du Sud : 1
- Victoires d'Haïti : 0
- Matchs nuls : 0
- Total de buts marqués par la Corée du Sud : 4
- Total de buts marqués par Haïti : 1

### Costa Rica

#### Confrontations
Confrontations en matchs officiels entre le Costa Rica et Haïti :
|    | Date              | Lieu           | Match              | Score     | Compétition                                                       |
| -- | ----------------- | -------------- | ------------------ | --------- | ----------------------------------------------------------------- |
| 1  | 10 mars 1961      | San José       | Costa Rica - Haïti | 3-0       | Coupe CCCF 1961 (gr. 1)                                           |
| 2  | 18 mars 1961      | San José       | Costa Rica - Haïti | 8-0       | Coupe CCCF 1961 (tour final)                                      |
| 3  | 10 avril 1965     | Guatemala      | Costa Rica - Haïti | 3-1       | Championnat de la CONCACAF 1965 (tour final)                      |
| 4  | 25 novembre 1971  | Port-d'Espagne | Haïti - Costa Rica | 0-0       | Coupe des nations de la CONCACAF 1971 (tour final)                |
| 5  | 26 janvier 2002   | Pasadena       | Costa Rica - Haïti | 2-1 (beo) | Gold Cup 2002 (quart de finale)                                   |
| 6  | 12 janvier 2005   | San José       | Costa Rica - Haïti | 3-3       | Match amical                                                      |
| 7  | 9 juin 2007       | Miami          | Haïti - Costa Rica | 1-1       | Gold Cup 2007 (gr. A)                                             |
| 8  | 17 octobre 2007   | San José       | Costa Rica - Haïti | 1-1       | Match amical                                                      |
| 9  | 10 septembre 2008 | Port-au-Prince | Haïti - Costa Rica | 1-3       | Éliminatoires de la Coupe du monde 2010 : zone CONCACAF (3e tour) |
| 10 | 15 octobre 2008   | San José       | Costa Rica - Haïti | 2-0       | Éliminatoires de la Coupe du monde 2010 : zone CONCACAF (3e tour) |
| 11 | 13 novembre 2015  | San José       | Costa Rica - Haïti | 1-0       | Éliminatoires de la Coupe du monde 2018 (zone CONCACAF, 4e tour)  |
| 12 | 2 septembre 2016  | Port-au-Prince | Haïti - Costa Rica | 0-1       | Éliminatoires de la Coupe du monde 2018 (zone CONCACAF, 4e tour)  |
| 13 | 24 juin 2019      | Harrison       | Haïti - Costa Rica | 2-1       | Gold Cup 2019 (gr. B)                                             |
| 14 | 10 octobre 2019   | Port-au-Prince | Haïti - Costa Rica | 1-1       | Ligue des nations de la CONCACAF 2019-2020 (Ligue A - gr. D)      |
| 15 | 17 novembre 2019  | San José       | Costa Rica - Haïti | 1-1       | Ligue des nations de la CONCACAF 2019-2020 (Ligue A - gr. D)      |

#### Bilan
Au 22 novembre 2019 :
- Total de matchs disputés : 15
- Victoires du Costa Rica : 8
- Matchs nuls : 6
- Victoires d'Haïti : 1
- Total de buts marqués par le Costa Rica : 31
- Total de buts marqués par Haïti : 12

### Cuba
Confrontations entre Cuba et Haïti :
|    | Date             | Lieu           | Match        | Score           | Compétition                                                        |
| -- | ---------------- | -------------- | ------------ | --------------- | ------------------------------------------------------------------ |
| 1  | 28 janvier 1934  | Port-au-Prince | Cuba - Haïti | 3-1             | Qualifications pour la Coupe du monde 1934                         |
| 2  | 1er février 1934 | Port-au-Prince | Haïti - Cuba | 1-1             | Qualifications pour la Coupe du monde 1934                         |
| 3  | 4 février 1934   | Port-au-Prince | Cuba - Haïti | 6-0             | Qualifications pour la Coupe du monde 1934                         |
| 4  | 13 mars 1940     |                | Cuba - Haïti | 2-1             | Match amical                                                       |
| 5  | 23 août 1957     | Willemstad     | Cuba - Haïti | 1-6             | Coupe CCCF 1957                                                    |
| 6  | 28 août 1959     | Chicago        | Cuba - Haïti | 2-8             | Jeux panaméricains 1959                                            |
| 7  | 7 mars 1961      | San José       | Cuba - Haïti | 1-2             | Coupe CCCF 1961                                                    |
| 8  | 12 janvier 1967  | Kingston       | Cuba - Haïti | 1-1             | Coupe des nations de la CONCACAF 1967 (tournoi qualificatif)       |
| 9  | 4 décembre 1971  | San Fernando   | Cuba - Haïti | 0-0             | Coupe des nations de la CONCACAF 1971 (tour final)                 |
| 10 | 28 novembre 1976 | La Havane      | Cuba - Haïti | 1-1             | Qualifications pour la Coupe du monde 1978                         |
| 11 | 11 décembre 1976 | Port-au-Prince | Haïti - Cuba | 1-1             | Qualifications pour la Coupe du monde 1978                         |
| 12 | 29 décembre 1976 | Panama         | Cuba - Haïti | 0-2             | Qualifications pour la Coupe du monde 1978                         |
| 13 | 15 novembre 1981 | Tegucigalpa    | Haïti - Cuba | 0-2             | Qualifications pour la Coupe du monde 1982                         |
| 14 | 29 mai 1996      | Arima          | Cuba - Haïti | 0-0             | Coupe caribéenne des nations 1996 (gr. B)                          |
| 15 | 10 juin 1996     | Port-d'Espagne | Cuba - Haïti | 6-1             | Qualifications pour la Coupe du monde 1998                         |
| 16 | 30 juin 1996     | Cap-Haïtien    | Haïti - Cuba | 1-1             | Qualifications pour la Coupe du monde 1998                         |
| 17 | 20 octobre 1997  | Port-au-Prince | Haïti - Cuba | 2-2 (tab : 4-1) | Match amical                                                       |
| 18 | 4 juin 1999      | Macoya         | Cuba - Haïti | 3-1             | Coupe caribéenne des nations 1999 (gr. 2)                          |
| 19 | 8 octobre 1999   | Los Angeles    | Cuba - Haïti | 0-1             | Gold Cup 2000 (tour préliminaire)                                  |
| 20 | 27 mai 2000      | La Havane      | Cuba - Haïti | 0-1             | Match amical                                                       |
| 21 | 29 mai 2000      | La Havane      | Cuba - Haïti | 1-1             | Match amical                                                       |
| 22 | 20 mai 2001      | Arima          | Haïti - Cuba | 0-0             | Coupe caribéenne des nations 2001 (gr. 2)                          |
| 23 | 9 janvier 2005   | Port-au-Prince | Haïti - Cuba | 0-1             | Tour préliminaire de la Coupe caribéenne des nations 2005          |
| 24 | 16 janvier 2005  | La Havane      | Cuba - Haïti | 1-1 a.p.        | Tour préliminaire de la Coupe caribéenne des nations 2005          |
| 25 | 17 octobre 2006  | Port-au-Prince | Haïti - Cuba | 0-0             | Match amical                                                       |
| 26 | 19 octobre 2006  | Cap-Haïtien    | Haïti - Cuba | 0-1             | Match amical                                                       |
| 27 | 8 novembre 2006  | Fort-de-France | Haïti - Cuba | 1-2             | Coupe caribéenne des nations 2007 (qualifications)                 |
| 28 | 8 décembre 2008  | Montego Bay    | Cuba - Haïti | 0-1             | Coupe caribéenne des nations 2008 (gr. I)                          |
| 29 | 14 décembre 2012 | Saint John's   | Haïti - Cuba | 0-1             | Coupe caribéenne des nations 2012 (demi-finale)                    |
| 30 | 18 novembre 2014 | Montego Bay    | Cuba - Haïti | 1-2             | Coupe caribéenne des nations 2014 (match pour la 3e place)         |
| 31 | 24 mars 2019     | Port-au-Prince | Haïti - Cuba | 2-1             | Ligue des nations de la CONCACAF 2019-2020 (tournoi de classement) |

#### Bilan
Au 29 mars 2019 :
- Total de matchs disputés : 31
- Victoires de Cuba: 9
- Matchs nuls : 13
- Victoires d'Haïti : 9
- Total de buts marqués par Cuba : 38
- Total de buts marqués par Haïti : 31

### Curaçao

#### Confrontations
Confrontations en matchs officiels entre Curaçao et Haïti :
|   | Date              | Lieu           | Match           | Score | Compétition                                                      |
| - | ----------------- | -------------- | --------------- | ----- | ---------------------------------------------------------------- |
| 1 | 5 mars 1950       | Guatemala      | Haïti - Curaçao | 0-3   | Jeux d'Amérique centrale et des Caraïbes 1950                    |
| 2 | 18 août 1957      | Willemstad     | Curaçao - Haïti | 1-3   | Coupe CCCF 1957                                                  |
| 3 | 6 septembre 2011  | Willemstad     | Curaçao - Haïti | 2-4   | Éliminatoires de la Coupe du monde 2014 (zone CONCACAF, 2e tour) |
| 4 | 11 octobre 2011   | Port-au-Prince | Haïti - Curaçao | 2-2   | Éliminatoires de la Coupe du monde 2014 (zone CONCACAF, 2e tour) |
| 5 | 7 septembre 2019  | Willemstad     | Curaçao - Haïti | 1-0   | Ligue des nations de la CONCACAF 2019-2020 (Ligue A - gr. D)     |
| 6 | 10 septembre 2019 | Port-au-Prince | Haïti - Curaçao | 1-1   | Ligue des nations de la CONCACAF 2019-2020 (Ligue A - gr. D)     |

#### Bilan
Au 3 novembre 2019 :
- Total de matchs disputés : 6
- Victoires de Curaçao : 2
- Matchs nuls : 2
- Victoires d'Haïti : 2
- Total de buts marqués par Curaçao : 10
- Total de buts marqués par Haïti : 10

## D

### Dominique
Confrontations entre Haïti et la Dominique :
|   | Date         | Lieu           | Match             | Score | Compétition                                                              |
| - | ------------ | -------------- | ----------------- | ----- | ------------------------------------------------------------------------ |
| 1 | 11 mars 2000 | Port-au-Prince | Haïti - Dominique | 4-0   | Éliminatoires de la Coupe du monde 2002 (zone CONCACAF - gr. Caraïbes 3) |
| 2 | 19 mars 2000 | Roseau         | Dominique - Haïti | 1-3   | Éliminatoires de la Coupe du monde 2002 (zone CONCACAF - gr. Caraïbes 3) |

#### Bilan
Au 19 août 2018 :
- Total de matchs disputés : 2
- Victoires d'Haïti : 2
- Matchs nuls : 0
- Victoires de la Dominique : 0
- Total de buts marqués par Haïti : 7
- Total de buts marqués par la Dominique : 1

## E

### Équateur

#### Confrontations
Confrontations entre Haïti et l'Équateur en matchs officiels.
|   | Date            | Lieu            | Match            | Score | Compétition                     |
| - | --------------- | --------------- | ---------------- | ----- | ------------------------------- |
| 1 | 12 mai 1973     | Port-au-Prince  | Haïti - Équateur | 1-2   | Match amical                    |
| 2 | 15 mai 1973     | Port-au-Prince  | Haïti - Équateur | 1-0   | Match amical                    |
| 3 | 20 janvier 2002 | Miami           | Haïti - Équateur | 2-0   | Gold Cup 2002 (gr. D)           |
| 4 | 26 mars 2008    | Latacunga       | Équateur - Haïti | 3-1   | Match amical                    |
| 5 | 12 juin 2016    | East Rutherford | Équateur - Haïti | 4-0   | Copa América Centenario (gr. B) |

#### Bilan
Au 19 août 2018 :
- Total de matchs disputés : 5
- Victoires de l'Équateur : 3
- Matchs nuls : 0
- Victoires d'Haïti : 2
- Total de buts marqués par l'Équateur : 9
- Total de buts marqués par Haïti : 5

### Émirats arabes unis

#### Confrontations
Confrontations entre Haïti et les Émirats arabes unis en matchs officiels.
|   | Date             | Lieu   | Match                       | Score | Compétition  |
| - | ---------------- | ------ | --------------------------- | ----- | ------------ |
| 1 | 10 novembre 2017 | Al-Aïn | Émirats arabes unis - Haïti | 0-1   | Match amical |

#### Bilan
Au 19 août 2018 :
- Total de matchs disputés : 1
- Victoires des Émirats arabes unis : 0
- Matchs nuls : 0
- Victoires d'Haïti : 1
- Total de buts marqués par les Émirats arabes unis : 0
- Total de buts marqués par Haïti : 1

### Espagne

#### Confrontations
Confrontations entre Haïti et l'Espagne en matchs officiels.
|   | Date        | Lieu  | Match           | Score | Compétition  |
| - | ----------- | ----- | --------------- | ----- | ------------ |
| 1 | 8 juin 2013 | Miami | Espagne - Haïti | 2-1   | Match amical |

#### Bilan
Au 19 août 2018 :
- Total de matchs disputés : 5
- Victoires de l'Espagne : 3
- Matchs nuls : 0
- Victoires d'Haïti : 2
- Total de buts marqués par l'Espagne : 9
- Total de buts marqués par Haïti : 5

### États-Unis

#### Confrontations
Confrontations en matchs officiels entre les États-Unis et Haïti :
|    | Date             | Lieu           | Match              | Score | Compétition                                                                           |
| -- | ---------------- | -------------- | ------------------ | ----- | ------------------------------------------------------------------------------------- |
| 1  | 3 avril 1954     | Port-au-Prince | Haïti - États-Unis | 2-3   | Éliminatoires de la Coupe du monde 1954 : zone Amérique du Nord, centrale et Caraïbes |
| 2  | 4 avril 1954     | Port-au-Prince | Haïti - États-Unis | 0-3   | Éliminatoires de la Coupe du monde 1954 : zone Amérique du Nord, centrale et Caraïbes |
| 3  | 20 octobre 1968  | Port-au-Prince | Haïti - États-Unis | 3-6   | Match amical                                                                          |
| 4  | 21 octobre 1968  | Port-au-Prince | Haïti - États-Unis | 5-2   | Match amical                                                                          |
| 5  | 23 octobre 1968  | Port-au-Prince | Haïti - États-Unis | 0-1   | Match amical                                                                          |
| 6  | 20 avril 1969    | Port-au-Prince | Haïti - États-Unis | 2-0   | Éliminatoires de la Coupe du monde 1970 (zone CONCACAF - 2e tour)                     |
| 7  | 11 mai 1969      | San Diego      | États-Unis - Haïti | 0-1   | Éliminatoires de la Coupe du monde 1970 (zone CONCACAF - 2e tour)                     |
| 8  | 3 novembre 1973  | Port-au-Prince | Haïti - États-Unis | 1-0   | Match amical                                                                          |
| 9  | 5 novembre 1973  | Port-au-Prince | Haïti - États-Unis | 1-0   | Match amical                                                                          |
| 10 | 10 novembre 1976 | Port-au-Prince | Haïti - États-Unis | 0-0   | Match amical                                                                          |
| 11 | 12 novembre 1976 | Port-au-Prince | Haïti - États-Unis | 0-0   | Match amical                                                                          |
| 12 | 14 novembre 1976 | Port-au-Prince | Haïti - États-Unis | 0-0   | Match amical                                                                          |
| 13 | 8 avril 1983     | Port-au-Prince | Haïti - États-Unis | 0-2   | Match amical                                                                          |
| 14 | 12 février 2000  | Miami          | États-Unis - Haïti | 3-0   | Gold Cup 2000 (gr. B)                                                                 |
| 15 | 13 mars 2004     | Miami          | États-Unis - Haïti | 1-1   | Match amical                                                                          |
| 16 | 11 juillet 2009  | Foxborough     | États-Unis - Haïti | 2-2   | Gold Cup 2009 (gr. B)                                                                 |
| 17 | 10 juillet 2015  | Foxborough     | États-Unis - Haïti | 1-0   | Gold Cup 2015 (gr. A)                                                                 |

#### Bilan
Au 19 août 2018 :
- Total de matchs disputés : 17
- Victoires des États-Unis : 7
- Matchs nuls : 5
- Victoires d'Haïti : 5
- Total de buts marqués par les États-Unis : 24
- Total de buts marqués par Haïti : 18

## G

### Grenade

#### Confrontations
Confrontations entre la Grenade et Haïti en matchs officiels :
|   | Date             | Lieu           | Match           | Score | Compétition                                                        |
| - | ---------------- | -------------- | --------------- | ----- | ------------------------------------------------------------------ |
| 1 | 12 mai 1996      | Port-au-Prince | Haïti - Grenade | 6-1   | Éliminatoires de la Coupe du monde 1998 (zone CONCACAF - 1er tour) |
| 2 | 18 mai 1996      | Saint-Georges  | Grenade - Haïti | 0-1   | Éliminatoires de la Coupe du monde 1998 (zone CONCACAF - 1er tour) |
| 3 | 8 juillet 2009   | Washington     | Haïti - Grenade | 2-0   | Gold Cup 2009 (gr. B)                                              |
| 4 | 18 novembre 2012 | Saint-Georges  | Grenade - Haïti | 0-2   | Coupe caribéenne des nations 2012 (qualifications)                 |
| 5 | 4 septembre 2015 | Saint-Georges  | Grenade - Haïti | 1-3   | Éliminatoires de la Coupe du monde 2018 (zone CONCACAF, 3e tour)   |
| 6 | 8 septembre 2015 | Port-au-Prince | Haïti - Grenade | 3-0   | Éliminatoires de la Coupe du monde 2018 (zone CONCACAF, 3e tour)   |

#### Bilan
Au 19 août 2018 :
- Total de matchs disputés : 6
- Victoires de la Grenade : 0
- Matchs nuls : 0
- Victoires d'Haïti : 6
- Total de buts marqués par la Grenade : 2
- Total de buts marqués par Haïti : 17

### Guadeloupe

#### Confrontations
Confrontations entre la Guadeloupe et Haïti en matchs officiels :
|   | Date            | Lieu           | Match              | Score | Compétition                                        |
| - | --------------- | -------------- | ------------------ | ----- | -------------------------------------------------- |
| 1 | 14 avril 2001   | Port-au-Prince | Haïti - Guadeloupe | 2-0   | Coupe caribéenne des nations 2001 (qualifications) |
| 2 | 20 janvier 2007 | Port-d'Espagne | Guadeloupe - Haïti | 1-3   | Coupe caribéenne des nations 2007 (demi-finale)    |
| 3 | 6 juin 2007     | Miami          | Guadeloupe - Haïti | 1-1   | Gold Cup 2007 (gr. A)                              |
| 4 | 6 décembre 2008 | Trelawny       | Haïti - Guadeloupe | 2-3   | Coupe caribéenne des nations 2008 (gr. I)          |

#### Bilan
Au 19 août 2018 :
- Total de matchs disputés : 4
- Victoires de la Guadeloupe : 1
- Matchs nuls : 1
- Victoires d'Haïti : 2
- Total de buts marqués par la Guadeloupe : 5
- Total de buts marqués par Haïti : 8

### Guatemala

#### Confrontations
Confrontations en matchs officiels entre Haïti et le Guatemala :
|    | Date             | Lieu            | Match             | Score | Compétition                                                        |
| -- | ---------------- | --------------- | ----------------- | ----- | ------------------------------------------------------------------ |
| 1  | 14 mars 1961     | San José        | Haïti - Guatemala | 3-1   | Coupe CCCF 1961                                                    |
| 2  | 31 mars 1965     | Guatemala       | Guatemala - Haïti | 3-0   | Championnat de la CONCACAF 1965 (tour final)                       |
| 3  | 12 mars 1967     | Tegucigalpa     | Guatemala - Haïti | 2-1   | Coupe des nations de la CONCACAF 1967 (tour final)                 |
| 4  | 8 décembre 1968  | Port-au-Prince  | Haïti - Guatemala | 2-0   | Éliminatoires de la Coupe du monde 1970 (zone CONCACAF - 1er tour) |
| 5  | 23 février 1969  | Guatemala       | Guatemala - Haïti | 1-1   | Éliminatoires de la Coupe du monde 1970 (zone CONCACAF - 1er tour) |
| 6  | 13 décembre 1973 | Port-au-Prince  | Haïti - Guatemala | 2-1   | Coupe des nations de la CONCACAF 1973 (tour final)                 |
| 7  | 12 octobre 1977  | Monterrey       | Haïti - Guatemala | 2-1   | Coupe des nations de la CONCACAF 1977 (tour final)                 |
| 8  | 12 juin 1980     | Guatemala       | Guatemala - Haïti | 1-2   | Match amical                                                       |
| 9  | 26 avril 1985    | Port-au-Prince  | Haïti - Guatemala | 0-1   | Coupe des nations de la CONCACAF 1985 (tour préliminaire)          |
| 10 | 15 mai 1985      | Guatemala       | Guatemala - Haïti | 4-0   | Coupe des nations de la CONCACAF 1985 (tour préliminaire)          |
| 11 | 3 juillet 2000   | Montréal        | Guatemala - Haïti | 4-1   | Match amical                                                       |
| 12 | 5 mai 2004       | Guatemala       | Guatemala - Haïti | 1-0   | Match amical                                                       |
| 13 | 13 février 2005  | Fort Lauderdale | Guatemala - Haïti | 2-1   | Match amical                                                       |
| 14 | 16 août 2006     | Miami           | Guatemala - Haïti | 1-1   | Match amical                                                       |
| 15 | 23 avril 2008    | Guatemala       | Guatemala - Haïti | 1-0   | Match amical                                                       |
| 16 | 17 janvier 2009  | Fort Pierce     | Guatemala - Haïti | 1-0   | Match amical                                                       |

#### Bilan
Au 19 août 2018 :
- Total de matchs disputés : 16
- Victoires d'Haïti : 5
- Match nul : 2
- Victoires du Guatemala : 9
- Total de buts marqués par Haïti : 16
- Total de buts marqués par le Guatemala : 25

### Guyana

#### Confrontations
Confrontations entre Haïti et le Guyana en matchs officiels :
|   | Date             | Lieu          | Match          | Score | Compétition                                        |
| - | ---------------- | ------------- | -------------- | ----- | -------------------------------------------------- |
| 1 | 2 novembre 2010  | Marabella     | Haïti - Guyana | 0-0   | Coupe caribéenne des nations 2010 (qualifications) |
| 2 | 14 novembre 2012 | Saint-Georges | Haïti - Guyana | 1-0   | Coupe caribéenne des nations 2012 (qualifications) |
| 3 | 11 juin 2019     | Alajuela      | Haïti - Guyana | 3-1   | Match amical                                       |

#### Bilan
Au 16 juin 2019 :
- Total de matchs disputés : 3
- Victoires d'Haïti : 2
- Matchs nuls : 1
- Victoires du Guyana : 0
- Total de buts marqués par Haïti : 4
- Total de buts marqués par le Guyana : 1

### Guyane française

#### Confrontations
Confrontations entre la Guyane et Haïti en matchs officiels :
|   | Date              | Lieu           | Match                    | Score | Compétition                                                     |
| - | ----------------- | -------------- | ------------------------ | ----- | --------------------------------------------------------------- |
| 1 | 16 septembre 2012 | Cayenne        | Guyane française - Haïti | 1-2   | Match amical                                                    |
| 2 | 16 novembre 2012  | Saint-Georges  | Guyane française - Haïti | 1-0   | Coupe caribéenne des nations 2012 (qualifications)              |
| 3 | 8 octobre 2014    | Port-au-Prince | Haïti - Guyane française | 2-2   | Éliminatoires de la Coupe caribéenne des nations 2014 (2e tour) |
| 4 | 9 novembre 2016   | Port-au-Prince | Haïti - Guyane française | 2-5   | Éliminatoires de la Coupe caribéenne des nations 2017 (3e tour) |

#### Bilan
Au 19 août 2018 :
- Total de matchs disputés : 4
- Victoires de la Guyane : 1
- Matchs nuls : 1
- Victoires d'Haïti : 3
- Total de buts marqués par la Guyane : 9
- Total de buts marqués par Haïti : 10

## H

### Honduras

#### Confrontations
Confrontations en matchs officiels entre le Honduras et Haïti :
|    | Date             | Lieu            | Match            | Score | Compétition                                                       |
| -- | ---------------- | --------------- | ---------------- | ----- | ----------------------------------------------------------------- |
| 1  | 14 août 1957     | Willemstad      | Haïti - Honduras | 2-1   | Coupe CCCF 1957                                                   |
| 2  | 16 mars 1961     | San José        | Honduras-Haiti   | 2-10  | Coupe CCCF 1961 (tour final)                                      |
| 3  | 9 mars 1967      | Tegucigalpa     | Honduras - Haïti | 2-0   | Coupe des nations de la CONCACAF 1967 (tour final)                |
| 4  | 27 novembre 1971 | Port-d'Espagne  | Haïti - Honduras | 3-1   | Coupe des nations de la CONCACAF 1971 (tour final)                |
| 5  | 7 décembre 1973  | Port-au-Prince  | Haïti - Honduras | 1-0   | Coupe des nations de la CONCACAF 1973 (tour final)                |
| 6  | 3 novembre 1981  | Tegucigalpa     | Honduras - Haïti | 4-0   | Coupe des nations de la CONCACAF 1981 (tour final)                |
| 7  | 21 mai 1999      | Miami           | Honduras - Haïti | 2-0   | Match amical                                                      |
| 8  | 3 juin 2000      | San Pedro Sula  | Honduras - Haïti | 4-0   | Éliminatoires de la Coupe du monde 2002 (zone CONCACAF - barrage) |
| 9  | 17 juin 2000     | Port-au-Prince  | Haïti - Honduras | 1-3   | Éliminatoires de la Coupe du monde 2002 (zone CONCACAF - barrage) |
| 10 | 20 août 2000     | East Rutherford | Honduras - Haïti | 4-0   | Match amical                                                      |
| 11 | 19 avril 2007    | La Ceiba        | Honduras - Haïti | 1-3   | Match amical                                                      |
| 12 | 7 juin 2008      | La Ceiba        | Honduras - Haïti | 3-1   | Match amical                                                      |
| 13 | 4 juillet 2009   | Seattle         | Honduras - Haïti | 1-0   | Gold Cup 2009 (gr. B)                                             |
| 14 | 8 juillet 2013   | Harrison        | Haïti - Honduras | 0-2   | Gold Cup 2013 (gr. B)                                             |
| 15 | 13 juillet 2015  | Kansas City     | Haïti - Honduras | 1-0   | Gold Cup 2015 (gr. A)                                             |

#### Bilan
Au 19 août 2018 :
- Total de matchs disputés : 15
- Victoires du Honduras : 10
- Matchs nuls : 0
- Victoires d'Haïti : 5
- Total de buts marqués par le Honduras : 30
- Total de buts marqués par Haïti : 12

## I

### Îles Caïmans

#### Confrontations
Confrontations entre Haïti et les îles Caïmans  :
|   | Date            | Lieu         | Match                | Score | Compétition                               |
| - | --------------- | ------------ | -------------------- | ----- | ----------------------------------------- |
| 1 | 7 avril 1994    | San Fernando | Haïti - Îles Caïmans | 3-2   | Coupe caribéenne des nations 1994 (gr. B) |
| 2 | 24 juillet 1998 | Kingston     | Haïti - Îles Caïmans | 1-0   | Coupe caribéenne des nations 1998 (gr. B) |

#### Bilan
Au 30 juillet 2018 :
- Total de matchs disputés : 2
- Victoires d'Haïti : 2
- Matchs nuls : 0
- Victoires des îles Caïmans : 0
- Total de buts marqués par Haïti : 4
- Total de buts marqués par les îles Caïmans : 2

### Îles Turques-et-Caïques

#### Confrontations
Confrontations entre Haïti et les îles Turques-et-Caïques :
|   | Date            | Lieu    | Match                           | Score | Compétition                                                        |
| - | --------------- | ------- | ------------------------------- | ----- | ------------------------------------------------------------------ |
| 1 | 18 février 2004 | Miami   | Haïti - Îles Turques-et-Caïques | 5-0   | Éliminatoires de la Coupe du monde 2006 (zone CONCACAF - 1er tour) |
| 2 | 21 février 2004 | Hialeah | Îles Turques-et-Caïques - Haïti | 0-2   | Éliminatoires de la Coupe du monde 2006 (zone CONCACAF - 1er tour) |

#### Bilan
Au 19 août 2018 :
- Total de matchs disputés : 2
- Victoires d'Haïti : 2
- Matchs nuls : 0
- Victoires des îles Turques-et-Caïques : 0
- Total de buts marqués par Haïti : 7
- Total de buts marqués par les îles Turques-et-Caïques : 0

### Îles Vierges britanniques

#### Confrontations
Confrontations entre Haïti et les îles Vierges britanniques en matchs officiels :
|   | Date         | Lieu           | Match                             | Score | Compétition                                           |
| - | ------------ | -------------- | --------------------------------- | ----- | ----------------------------------------------------- |
| 1 | 21 mars 1999 | Port-au-Prince | Haïti - Îles Vierges britanniques | 6-0   | Coupe caribéenne des nations 1999 (tour préliminaire) |

#### Bilan
Au 19 août 2018 :
- Total de matchs disputés : 1
- Victoires d'Haïti : 1
- Matchs nuls : 0
- Victoires des îles Vierges britanniques : 0
- Total de buts marqués par Haïti : 6
- Total de buts marqués par les îles Vierges britanniques : 0

### Îles Vierges des États-Unis

#### Confrontations
Confrontations entre Haïti et les îles Vierges des États-Unis en matchs officiels :
|   | Date             | Lieu           | Match                               | Score | Compétition                                                      |
| - | ---------------- | -------------- | ----------------------------------- | ----- | ---------------------------------------------------------------- |
| 1 | 10 avril 2001    | Port-au-Prince | Haïti - Îles Vierges des États-Unis | 12-1  | Coupe caribéenne des nations 2001 (qualifications)               |
| 2 | 24 novembre 2004 | Kingston       | Haïti - Îles Vierges des États-Unis | 11-0  | Coupe caribéenne des nations 2005 (tour préliminaire)            |
| 3 | 2 septembre 2011 | Port-au-Prince | Haïti - Îles Vierges des États-Unis | 6-0   | Éliminatoires de la Coupe du monde 2014 (zone CONCACAF, 2e tour) |
| 4 | 7 octobre 2011   | Frederiksted   | Îles Vierges des États-Unis - Haïti | 0-7   | Éliminatoires de la Coupe du monde 2014 (zone CONCACAF, 2e tour) |

#### Bilan
Au 19 août 2018 :
- Total de matchs disputés : 4
- Victoires d'Haïti : 4
- Matchs nuls : 0
- Victoires des îles Vierges des États-Unis : 0
- Total de buts marqués par Haïti : 35
- Total de buts marqués par les îles Vierges des États-Unis : 1

### Italie

#### Confrontations
Confrontations entre Haïti et l'Italie en matchs officiels.
|   | Date         | Lieu           | Match          | Score | Compétition                 |
| - | ------------ | -------------- | -------------- | ----- | --------------------------- |
| 1 | 15 juin 1974 | Munich         | Italie - Haïti | 3-1   | Coupe du monde 1974 (gr. D) |
| 2 | 11 juin 2013 | Rio de Janeiro | Italie - Haïti | 2-2   | Match amical                |

#### Bilan
Au 19 août 2018 :
- Total de matchs disputés : 2
- Victoires de l'Italie : 1
- Matchs nuls : 1
- Victoires d'Haïti : 0
- Total de buts marqués par l'Italie : 5
- Total de buts marqués par Haïti : 3

## J

### Jamaïque
Confrontations entre Haïti et la Jamaïque, :
|    | Date             | Lieu            | Match            | Score | Compétition                                                       |
| -- | ---------------- | --------------- | ---------------- | ----- | ----------------------------------------------------------------- |
| 1  | 22 mars 1925     | Port-au-Prince  | Haïti - Jamaïque | 1-2   | Match amical                                                      |
| 2  | 26 mars 1925     | Port-au-Prince  | Haïti - Jamaïque | 0-3   | Match amical                                                      |
| 3  | 29 mars 1925     | Port-au-Prince  | Haïti - Jamaïque | 0-1   | Match amical                                                      |
| 4  | 20 novembre 1926 | Kingston        | Jamaïque - Haïti | 6-0   | Match amical                                                      |
| 5  | 13 mars 1932     | Port-au-Prince  | Haïti - Jamaïque | 4-1   | Match amical                                                      |
| 6  | 20 mars 1932     | Port-au-Prince  | Haïti - Jamaïque | 0-1   | Match amical                                                      |
| 7  | 13 mars 1938     | Port-au-Prince  | Haïti - Jamaïque | 5-2   | Match amical                                                      |
| 8  | 17 mars 1938     | Port-au-Prince  | Haïti - Jamaïque | 2-0   | Match amical                                                      |
| 9  | 20 mars 1938     | Port-au-Prince  | Haïti - Jamaïque | 2-0   | Match amical                                                      |
| 10 | 11 octobre 1948  | Kingston        | Jamaïque - Haïti | 1-0   | Match amical                                                      |
| 11 | 13 octobre 1948  | Kingston        | Jamaïque - Haïti | 1-2   | Match amical                                                      |
| 12 | 16 octobre 1948  | Kingston        | Jamaïque - Haïti | 3-0   | Match amical                                                      |
| 13 | 19 décembre 1949 | Port-au-Prince  | Haïti - Jamaïque | 2-0   | Match amical                                                      |
| 14 | 14 octobre 1950  | Kingston        | Jamaïque - Haïti | 2-1   | Match amical                                                      |
| 15 | 26 décembre 1951 | Kingston        | Jamaïque - Haïti | 2-2   | Match amical                                                      |
| 16 | 27 décembre 1951 | Kingston        | Jamaïque - Haïti | 0-1   | Match amical                                                      |
| 17 | 29 décembre 1951 | Kingston        | Jamaïque - Haïti | 2-1   | Match amical                                                      |
| 18 | 19 juillet 1952  | Port-au-Prince  | Haïti - Jamaïque | 4-1   | Match amical                                                      |
| 19 | 20 juillet 1952  | Port-au-Prince  | Haïti - Jamaïque | 3-3   | Match amical                                                      |
| 20 | 23 juillet 1952  | Port-au-Prince  | Haïti - Jamaïque | 2-0   | Match amical                                                      |
| 21 | 27 juillet 1952  | Port-au-Prince  | Haïti - Jamaïque | 3-2   | Match amical                                                      |
| 22 | 14 novembre 1953 | Port-au-Prince  | Haïti - Jamaïque | 4-1   | Match amical                                                      |
| 23 | 21 novembre 1953 | Port-au-Prince  | Haïti - Jamaïque | 1-0   | Match amical                                                      |
| 24 | 19 mai 1962      | Kingston        | Jamaïque - Haïti | 3-4   | Match amical                                                      |
| 25 | 21 mai 1962      | Kingston        | Jamaïque - Haïti | 1-3   | Match amical                                                      |
| 26 | 23 mai 1962      | Kingston        | Jamaïque - Haïti | 2-5   | Match amical                                                      |
| 27 | 23 février 1963  | Kingston        | Jamaïque - Haïti | 3-2   | Match amical                                                      |
| 28 | 6 mars 1963      | Kingston        | Jamaïque - Haïti | 0-3   | Match amical                                                      |
| 29 | 22 juin 1966     | Port-au-Prince  | Haïti - Jamaïque | 3-0   | Match amical                                                      |
| 30 | 21 janvier 1967  | Kingston        | Jamaïque - Haïti | 0-1   | Coupe des nations de la CONCACAF 1967 (tournoi qualificatif)      |
| 31 | 6 février 1969   | Port-au-Prince  | Haïti - Jamaïque | 1-2   | Match amical                                                      |
| 32 | 8 février 1969   | Port-au-Prince  | Haïti - Jamaïque | 3-0   | Match amical                                                      |
| 33 | 30 août 1974     | New York        | Haïti - Jamaïque | 0-1   | Match amical                                                      |
| 34 | 2 février 1975   | Kingston        | Jamaïque - Haïti | 1-0   | Match amical                                                      |
| 35 | 5 février 1975   | Kingston        | Jamaïque - Haïti | 0-1   | Match amical                                                      |
| 36 | 22 février 1975  | Port-au-Prince  | Haïti - Jamaïque | 0-1   | Match amical                                                      |
| 37 | 25 février 1975  | Port-au-Prince  | Haïti - Jamaïque | 3-2   | Match amical                                                      |
| 38 | 28 octobre 1979  | Port-au-Prince  | Haïti - Jamaïque | 3-0   | Coupe caribéenne des nations 1979 (tour préliminaire)             |
| 39 | 2 novembre 1979  | Kingston        | Jamaïque - Haïti | 0-4   | Coupe caribéenne des nations 1979 (tour préliminaire)             |
| 40 | 29 avril 1984    | Kingston        | Jamaïque - Haïti | 0-1   | Match amical                                                      |
| 41 | 5 mai 1991       | Kingston        | Jamaïque - Haïti | 2-1   | Match amical                                                      |
| 42 | 6 mai 1991       | Savanna-la-Mar  | Jamaïque - Haïti | 2-1   | Match amical                                                      |
| 43 | 18 octobre 1997  | Port-au-Prince  | Haïti - Jamaïque | 0-1   | Match amical                                                      |
| 44 | 26 juillet 1998  | Kingston        | Jamaïque - Haïti | 2-1   | Coupe caribéenne des nations 1998 (gr. B)                         |
| 45 | 30 mars 2003     | Kingston        | Jamaïque - Haïti | 3-0   | Gold Cup 2003 (tournoi qualificatif Caraïbes) (tour final)        |
| 46 | 12 juin 2004     | Miami           | Haïti - Jamaïque | 1-1   | Éliminatoires de la Coupe du monde 2006 (zone CONCACAF - 2e tour) |
| 47 | 20 juin 2004     | Kingston        | Jamaïque - Haïti | 3-0   | Éliminatoires de la Coupe du monde 2006 (zone CONCACAF - 2e tour) |
| 48 | 28 novembre 2004 | Kingston        | Jamaïque - Haïti | 3-1   | Coupe caribéenne des nations 2005 (tour préliminaire)             |
| 49 | 1er octobre 2006 | Kingston        | Jamaïque - Haïti | 2-0   | Coupe caribéenne des nations 2007 (qualifications - 1er tour)     |
| 50 | 23 mai 2009      | Fort Lauderdale | Jamaïque - Haïti | 2-2   | Match amical                                                      |
| 51 | 16 novembre 2014 | Montego Bay     | Jamaïque - Haïti | 2-0   | Coupe caribéenne des nations 2014 (gr. B)                         |
| 52 | 18 juillet 2015  | Baltimore       | Haïti - Jamaïque | 0-1   | Gold Cup 2015 (quart de finale)                                   |
| 53 | 17 novembre 2015 | Port-au-Prince  | Haïti - Jamaïque | 0-1   | Éliminatoires de la Coupe du monde 2018 (zone CONCACAF, 4e tour)  |
| 54 | 6 septembre 2016 | Kingston        | Jamaïque - Haïti | 0-2   | Éliminatoires de la Coupe du monde 2018 (zone CONCACAF, 4e tour)  |

#### Bilan
Au 19 août 2018 :
- Total de matchs disputés : 54
- Victoires d'Haïti : 25
- Matchs nuls : 4
- Victoires de la Jamaïque : 25
- Total de buts marqués par Haïti : 85
- Total de buts marqués par la Jamaïque : 75

### Japon

#### Confrontations
Confrontations entre Haïti et le Japon en matchs officiels :
|   | Date            | Lieu     | Match         | Score | Compétition  |
| - | --------------- | -------- | ------------- | ----- | ------------ |
| 1 | 10 octobre 2017 | Yokohama | Japon - Haïti | 3-3   | Match amical |

#### Bilan
Au 19 août 2018 :
- Total de matchs disputés : 1
- Victoires d'Haïti : 0
- Matchs nuls : 1
- Victoires du Japon : 0
- Total de buts marqués par Haïti : 3
- Total de buts marqués par le Japon : 3

## K

### Kosovo

#### Confrontations
Confrontations entre Haïti et le Kosovo en matchs officiels :
|   | Date        | Lieu               | Match          | Score | Compétition  |
| - | ----------- | ------------------ | -------------- | ----- | ------------ |
| 1 | 5 mars 2014 | Kosovska Mitrovica | Kosovo - Haïti | 0-0   | Match amical |

#### Bilan
Au 19 août 2018 :
- Total de matchs disputés : 1
- Victoires d'Haïti : 0
- Matchs nuls : 1
- Victoires du Kosovo : 0
- Total de buts marqués par Haïti : 0
- Total de buts marqués par le Kosovo : 0

## M

### Martinique
Confrontations entre Haïti et la Martinique :
|    | Date             | Lieu           | Match              | Score    | Compétition                                                |
| -- | ---------------- | -------------- | ------------------ | -------- | ---------------------------------------------------------- |
| 1  | 7 avril 1994     | San Fernando   | Martinique - Haïti | 3-0      | Coupe caribéenne des nations 1994 (gr. B)                  |
| 2  | 25 mai 1996      | San Fernando   | Martinique - Haïti | 1-0      | Coupe caribéenne des nations 1996 (gr. B)                  |
| 3  | 22 mai 2001      | Port-d'Espagne | Haïti - Martinique | 5-0      | Coupe caribéenne des nations 2001 (demi-finale)            |
| 4  | 26 mars 2003     | Kingston       | Haïti - Martinique | 2-1      | Gold Cup 2003 (tournoi qualificatif Caraïbes) (2e tour)    |
| 5  | 10 novembre 2006 | Fort-de-France | Martinique - Haïti | 1-0      | Coupe caribéenne des nations 2007 (qualifications)         |
| 6  | 12 janvier 2007  | Port-d'Espagne | Haïti - Martinique | 1-0      | Coupe caribéenne des nations 2007 (gr. Sedley Joseph)      |
| 7  | 23 juin 2009     | Saint-Marc     | Haïti - Martinique | 0-0      | Match amical                                               |
| 8  | 24 mars 2010     | Fort-de-France | Martinique - Haïti | 0-0      | Match amical                                               |
| 9  | 16 décembre 2012 | Saint John's   | Haïti - Martinique | 1-0 (ap) | Coupe caribéenne des nations 2012 (match pour la 3e place) |
| 10 | 16 novembre 2014 | Montego Bay    | Haïti - Martinique | 3-0      | Coupe caribéenne des nations 2014 (gr. B)                  |

#### Bilan
Au 19 août 2018 :
- Total de matchs disputés : 10
- Victoires d'Haïti : 5
- Matchs nuls : 2
- Victoires de la Martinique : 3
- Total de buts marqués par Haïti : 12
- Total de buts marqués par la Martinique : 6

### Mexique

#### Confrontations
Confrontations en matchs officiels entre le Mexique et Haïti :
|    | Date             | Lieu           | Match           | Score    | Compétition                                                                           |
| -- | ---------------- | -------------- | --------------- | -------- | ------------------------------------------------------------------------------------- |
| 1  | 19 juillet 1953  | Mexico         | Mexique - Haïti | 8-0      | Éliminatoires de la Coupe du monde 1954 : zone Amérique du Nord, centrale et Caraïbes |
| 2  | 27 décembre 1953 | Port-au-Prince | Haïti - Mexique | 0-4      | Éliminatoires de la Coupe du monde 1954 : zone Amérique du Nord, centrale et Caraïbes |
| 3  | 14 mars 1962     |                | Haïti - Mexique | 1-1      | Match amical                                                                          |
| 4  | 4 avril 1965     | Guatemala      | Mexique - Haïti | 3-0      | Championnat de la CONCACAF 1965 (tour final)                                          |
| 5  | 14 mars 1967     | Tegucigalpa    | Mexique - Haïti | 1-0      | Coupe des nations de la CONCACAF 1967 (tour final)                                    |
| 6  | 21 avril 1971    |                | Haïti - Mexique | 3-1      | Match amical                                                                          |
| 7  | 21 novembre 1971 | Port-d'Espagne | Mexique - Haïti | 0-0      | Coupe des nations de la CONCACAF 1971 (tour final)                                    |
| 8  | 18 décembre 1973 | Port-au-Prince | Haïti - Mexique | 0-1      | Coupe des nations de la CONCACAF 1973 (tour final)                                    |
| 9  | 9 octobre 1977   | Mexico         | Mexique - Haïti | 4-1      | Coupe des nations de la CONCACAF 1977 (tour final)                                    |
| 10 | 11 novembre 1981 | Tegucigalpa    | Mexique - Haïti | 1-1      | Coupe des nations de la CONCACAF 1981 (tour final)                                    |
| 11 | 19 juillet 2009  | Arlington      | Mexique - Haïti | 4-0      | Gold Cup 2009 (quart de finale)                                                       |
| 12 | 2 juillet 2019   | Glendale       | Haïti - Mexique | 0-1 (ap) | Gold Cup 2019 (demi-finale)                                                           |

#### Bilan
Au 3 juillet 2019 :
- Total de matchs disputés : 12
- Victoires du Mexique : 8
- Matchs nuls : 3
- Victoires d'Haïti : 1
- Total de buts marqués par le Mexique : 29
- Total de buts marqués par Haïti : 6

## N

### Nicaragua

#### Confrontations
Confrontations en matchs officiels entre le Nicaragua et Haïti :
|   | Date             | Lieu            | Match             | Score | Compétition                                                        |
| - | ---------------- | --------------- | ----------------- | ----- | ------------------------------------------------------------------ |
| 1 | 26 février 1950  | Guatemala       | Nicaragua - Haïti | 2-4   | Jeux d'Amérique centrale et des Caraïbes 1950                      |
| 2 | 18 mars 1967     | Tegucigalpa     | Haïti - Nicaragua | 2-1   | Coupe des nations de la CONCACAF 1967 (tour final)                 |
| 3 | 31 janvier 2004  | West Palm Beach | Haïti - Nicaragua | 1-1   | Match amical                                                       |
| 4 | 29 février 2004  | Estelí          | Nicaragua - Haïti | 1-1   | Match amical                                                       |
| 5 | 24 mars 2017     | Port-au-Prince  | Haïti - Nicaragua | 3-1   | Gold Cup 2017 (barrage)                                            |
| 6 | 28 mars 2017     | Managua         | Nicaragua - Haïti | 3-0   | Gold Cup 2017 (barrage)                                            |
| 7 | 17 novembre 2018 | Managua         | Nicaragua - Haïti | 0-2   | Ligue des nations de la CONCACAF 2019-2020 (tournoi de classement) |
| 8 | 20 juin 2019     | Frisco          | Nicaragua - Haïti | 0-2   | Gold Cup 2019 (gr. B)                                              |

#### Bilan
Au 22 juin 2019 :
- Total de matchs disputés : 8
- Victoires du Nicaragua : 1
- Matchs nuls : 2
- Victoires d'Haïti : 5
- Total de buts marqués par le Nicaragua : 9
- Total de buts marqués par Haïti : 15

## O

### Oman

#### Confrontations
Confrontations en matchs officiels entre Oman et Haïti :
|   | Date         | Lieu    | Match        | Score | Compétition  |
| - | ------------ | ------- | ------------ | ----- | ------------ |
| 1 | 20 mars 2013 | Mascate | Oman - Haïti | 3-0   | Match amical |

#### Bilan
Au 19 août 2018 :
- Total de matchs disputés : 1
- Victoires d'Oman : 1
- Matchs nuls : 0
- Victoires d'Haïti : 0
- Total de buts marqués par Oman : 3
- Total de buts marqués par Haïti : 0

## P

### Panama

#### Confrontations
Confrontations en matchs officiels entre le Panama et Haïti :
|    | Date            | Lieu           | Match          | Score | Compétition                                                      |
| -- | --------------- | -------------- | -------------- | ----- | ---------------------------------------------------------------- |
| 1  | 15 mars 1939    | Port-au-Prince | Haïti - Panama | 1-0   | Match amical                                                     |
| 2  | 19 mars 1939    | Port-au-Prince | Haïti - Panama | 1-1   | Match amical                                                     |
| 3  | 24 mars 1939    | Port-au-Prince | Haïti - Panama | 3-0   | Match amical                                                     |
| 4  | 7 mars 1956     | Port-au-Prince | Haïti - Panama | 3-2   | Match amical                                                     |
| 5  | 12 mars 1956    | Port-au-Prince | Haïti - Panama | 2-1   | Match amical                                                     |
| 6  | 18 août 1957    | Willemstad     | Haïti - Panama | 3-1   | Coupe CCCF 1957                                                  |
| 7  | 7 mars 1961     | San José       | Haïti - Panama | 2-0   | Coupe CCCF 1961 (gr. 1)                                          |
| 8  | 22 mars 1961    | Panama         | Panama - Haïti | 0-3   | Match amical                                                     |
| 9  | 23 mars 1961    | Panama         | Panama - Haïti | 0-2   | Match amical                                                     |
| 10 | 15 août 1975    | Panama         | Panama - Haïti | 2-0   | Match amical                                                     |
| 11 | 17 août 1975    | La Chorrera    | Panama - Haïti | 1-1   | Match amical                                                     |
| 12 | 5 avril 2001    | Port-au-Prince | Haïti - Panama | 1-1   | Match amical                                                     |
| 13 | 7 avril 2001    | Port-au-Prince | Haïti - Panama | 0-0   | Match amical                                                     |
| 14 | 24 avril 2001   | Panama         | Panama - Haïti | 2-0   | Match amical                                                     |
| 15 | 24 mars 2007    | Miami          | Haïti - Panama | 3-0   | Match amical                                                     |
| 16 | 31 mars 2009    | La Chorrera    | Panama - Haïti | 4-0   | Match amical                                                     |
| 17 | 19 juin 2009    | Port-au-Prince | Haïti - Panama | 1-1   | Match amical                                                     |
| 18 | 13 juillet 2015 | Frisco         | Panama - Haïti | 1-1   | Gold Cup 2015 (gr. A)                                            |
| 19 | 25 mars 2016    | Port-au-Prince | Haïti - Panama | 0-0   | Éliminatoires de la Coupe du monde 2018 (zone CONCACAF, 4e tour) |
| 20 | 29 mars 2016    | Panama         | Panama - Haïti | 1-0   | Éliminatoires de la Coupe du monde 2018 (zone CONCACAF, 4e tour) |

#### Bilan
Au 19 août 2018 :
- Total de matchs disputés : 20
- Victoires du Panama : 4
- Matchs nuls : 7
- Victoires d'Haïti : 9
- Total de buts marqués par le Panama : 18
- Total de buts marqués par Haïti : 27

### Pérou

#### Confrontations
Confrontations entre Haïti et le Pérou en matchs officiels :
|   | Date            | Lieu           | Match         | Score | Compétition                     |
| - | --------------- | -------------- | ------------- | ----- | ------------------------------- |
| 1 | 26 mai 1977     | Port-au-Prince | Haïti - Pérou | 1-2   | Match amical                    |
| 2 | 29 mai 1977     | Port-au-Prince | Haïti - Pérou | 2-2   | Match amical                    |
| 3 | 14 février 2000 | Miami          | Haïti - Pérou | 1-1   | Gold Cup 2000 (gr. B)           |
| 4 | 22 mars 2005    | Lima           | Pérou - Haïti | 5-1   | Match amical                    |
| 5 | 4 juin 2016     | Seattle        | Pérou - Haïti | 1-0   | Copa América Centenario (gr. B) |

#### Bilan
Au 19 août 2018 :
- Total de matchs disputés : 5
- Victoires du Pérou : 3
- Victoires d'Haïti : 0
- Matchs nuls : 2
- Total de buts marqués par le Pérou : 11
- Total de buts marqués par Haïti : 5

### Pologne
Confrontations entre la Pologne et Haïti :
|   | Date         | Lieu   | Match           | Score | Compétition                    |
| - | ------------ | ------ | --------------- | ----- | ------------------------------ |
| 1 | 19 juin 1974 | Munich | Pologne - Haïti | 7-0   | Coupe du monde 1974 (Groupe 4) |

#### Bilan
Au 19 août 2018 :
- Total de matchs disputés : 3
- Victoires de la Pologne : 3
- Matchs nuls : 0
- Victoires d'Haïti : 0
- Total de buts marqués par la Pologne : 12
- Total de buts marqués par Haïti : 1

### Porto Rico

#### Confrontations
Confrontations en matchs officiels entre Porto Rico et Haïti, :
|   | Date              | Lieu           | Match              | Score | Compétition                                               |
| - | ----------------- | -------------- | ------------------ | ----- | --------------------------------------------------------- |
| 1 | 15 avril 1972     | Port-au-Prince | Haïti - Porto Rico | 7-0   | Coupe des nations de la CONCACAF 1973 (tour préliminaire) |
| 2 | 23 avril 1972     | San Juan       | Porto Rico - Haïti | 0-5   | Coupe des nations de la CONCACAF 1973 (tour préliminaire) |
| 3 | 20 août 1978      | San Juan       | Porto Rico - Haïti | 1-1   | Coupe caribéenne des nations 1978 (tour préliminaire)     |
| 4 | 26 août 1978      | Port-au-Prince | Haïti - Porto Rico | 1-0   | Coupe caribéenne des nations 1978 (tour préliminaire)     |
| 5 | 7 mars 1991       | San Juan       | Porto Rico - Haïti | 2-3   | Coupe caribéenne des nations 1991 (tour préliminaire)     |
| 6 | 11 mars 1998      | Port-au-Prince | Haïti - Porto Rico | 4-0   | Coupe caribéenne des nations 1998 (tour préliminaire)     |
| 7 | 17 mars 1999      | Port-au-Prince | Haïti - Porto Rico | 2-0   | Coupe caribéenne des nations 1999 (tour préliminaire)     |
| 8 | 11 septembre 2012 | Port-au-Prince | Haïti - Porto Rico | 2-1   | Coupe caribéenne des nations 2012 (qualifications)        |

#### Bilan
Au 19 août 2018 :
- Total de matchs disputés : 8
- Victoires de Porto Rico : 0
- Matchs nuls : 1
- Victoires d'Haïti : 7
- Total de buts marqués par Porto Rico : 4
- Total de buts marqués par Haïti : 25

## Q

### Qatar

#### Confrontations
Confrontations en matchs officiels entre le Qatar et Haïti :
|   | Date         | Lieu | Match         | Score | Compétition  |
| - | ------------ | ---- | ------------- | ----- | ------------ |
| 1 | 18 mars 2010 | Doha | Qatar - Haïti | 0-1   | Match amical |

#### Bilan
Au 19 août 2018 :
- Total de matchs disputés : 1
- Victoires du Qatar : 0
- Matchs nuls : 0
- Victoires d'Haïti : 1
- Total de buts marqués par le Qatar : 0
- Total de buts marqués par Haïti : 1

## R

### République dominicaine
Confrontations entre Haïti et la République dominicaine :
|    | Date              | Lieu           | Match                          | Score | Compétition                                               |
| -- | ----------------- | -------------- | ------------------------------ | ----- | --------------------------------------------------------- |
| 1  | 2 avril 1976      | Saint-Domingue | République dominicaine - Haïti | 0-3   | Coupe des nations de la CONCACAF 1977 (tour préliminaire) |
| 2  | 14 avril 1976     | Port-au-Prince | Haïti - République dominicaine | 3-0   | Coupe des nations de la CONCACAF 1977 (tour préliminaire) |
| 3  | 5 mars 1991       | San Juan       | Haïti - République dominicaine | 1-1   | Coupe caribéenne des nations 1991 (tour préliminaire)     |
| 4  | 10 mars 1994      | Saint-Domingue | République dominicaine - Haïti | 0-1   | Coupe caribéenne des nations 1994 (tour préliminaire)     |
| 5  | 26 avril 1996     | Port-au-Prince | Haïti - République dominicaine | 6-0   | Coupe caribéenne des nations 1996 (tour préliminaire)     |
| 6  | 28 avril 1996     | Port-au-Prince | République dominicaine - Haïti | 1-1   | Coupe caribéenne des nations 1996 (tour préliminaire)     |
| 7  | 15 mars 1998      | Port-au-Prince | Haïti - République dominicaine | 5-0   | Coupe caribéenne des nations 1998 (tour préliminaire)     |
| 8  | 19 mars 1999      | Port-au-Prince | Haïti - République dominicaine | 4-0   | Coupe caribéenne des nations 1999 (tour préliminaire)     |
| 9  | 15 septembre 2006 | Saint-Marc     | Haïti - République dominicaine | 3-1   | Match amical                                              |
| 10 | 17 septembre 2006 | Port-au-Prince | Haïti - République dominicaine | 2-1   | Match amical                                              |
| 11 | 9 décembre 2012   | Saint John's   | République dominicaine - Haïti | 1-2   | Coupe caribéenne des nations 2012 (gr. A)                 |
| 12 | 24 mars 2013      | San Cristóbal  | République dominicaine - Haïti | 3-1   | Match amical                                              |

#### Bilan
Au 19 août 2018 :
- Total de matchs disputés : 12
- Victoires d'Haïti : 9
- Matchs nuls : 2
- Victoires de la République dominicaine : 1
- Total de buts marqués par Haïti : 32
- Total de buts marqués par la République dominicaine : 8

## S

### Saint-Christophe-et-Niévès
Confrontations entre Haïti et Saint-Christophe-et-Niévès en matchs officiels :
|   | Date             | Lieu            | Match                              | Score     | Compétition                                                     |
| - | ---------------- | --------------- | ---------------------------------- | --------- | --------------------------------------------------------------- |
| 1 | 6 juin 1999      | Macoya          | Saint-Christophe-et-Niévès - Haïti | 0-2       | Coupe caribéenne des nations 1999 (gr. 2)                       |
| 2 | 16 mai 2001      | Macoya          | Haïti - Saint-Christophe-et-Niévès | 7-2       | Coupe caribéenne des nations 2001 (gr. 2)                       |
| 3 | 29 juillet 2003  | Basseterre      | Saint-Christophe-et-Niévès - Haïti | 1-0       | Match amical                                                    |
| 4 | 12 décembre 2004 | Fort Lauderdale | Haïti - Saint-Christophe-et-Niévès | 1-0       | Coupe caribéenne des nations 2005 (tour préliminaire)           |
| 5 | 15 décembre 2004 | Basseterre      | Saint-Christophe-et-Niévès - Haïti | 0-2       | Coupe caribéenne des nations 2005 (tour préliminaire)           |
| 6 | 12 octobre 2014  | Port-au-Prince  | Haïti - Saint-Christophe-et-Niévès | 0-0       | Éliminatoires de la Coupe caribéenne des nations 2014 (2e tour) |
| 7 | 13 novembre 2016 | Basseterre      | Saint-Christophe-et-Niévès - Haïti | 0-2 a. p. | Éliminatoires de la Coupe caribéenne des nations 2017 (3e tour) |

#### Bilan
Au 19 août 2018 :
- Total de matchs disputés : 7
- Victoires d'Haïti : 5
- Matchs nuls : 1
- Victoires de Saint-Christophe-et-Niévès : 1
- Total de buts marqués par Haïti : 14
- Total de buts marqués par Saint-Christophe-et-Niévès : 3

### Sainte-Lucie
Confrontations entre Haïti et Sainte-Lucie en matchs officiels :
|   | Date              | Lieu           | Match                | Score | Compétition                                                        |
| - | ----------------- | -------------- | -------------------- | ----- | ------------------------------------------------------------------ |
| 1 | 12 avril 2001     | Port-au-Prince | Haïti - Sainte-Lucie | 3-2   | Coupe caribéenne des nations 2001 (qualifications)                 |
| 2 | 28 mars 2003      | Kingston       | Sainte-Lucie - Haïti | 2-1   | Gold Cup 2003 (tournoi qualificatif Caraïbes) (tour final)         |
| 3 | 29 septembre 2006 | Kingston       | Haïti - Sainte-Lucie | 7-1   | Coupe caribéenne des nations 2007 (qualifications)                 |
| 4 | 13 octobre 2018   | Fort-de-France | Sainte-Lucie - Haïti | 1-2   | Ligue des nations de la CONCACAF 2019-2020 (tournoi de classement) |

#### Bilan
Au 19 juillet 2022 :
- Total de matchs disputés : 4
- Victoires d'Haïti : 4
- Matchs nuls : 0
- Victoires de Sainte-Lucie : 2
- Total de buts marqués par Haïti : 11
- Total de buts marqués par Sainte-Lucie : 5

### Saint-Martin
Confrontations entre Haïti et Saint-Martin en matchs officiels :
|   | Date             | Lieu           | Match                | Score | Compétition                                           |
| - | ---------------- | -------------- | -------------------- | ----- | ----------------------------------------------------- |
| 1 | 26 novembre 2004 | Montego Bay    | Haïti - Saint-Martin | 2-0   | Coupe caribéenne des nations 2005 (tour préliminaire) |
| 2 | 7 septembre 2012 | Port-au-Prince | Haïti - Saint-Martin | 7-0   | Coupe caribéenne des nations 2012 (qualifications)    |

#### Bilan
Au 19 août 2018 :
- Total de matchs disputés : 2
- Victoires d'Haïti : 2
- Matchs nuls : 0
- Victoires de Saint-Martin : 0
- Total de buts marqués par Haïti : 9
- Total de buts marqués par Saint-Martin : 0

### Saint-Vincent-et-les-Grenadines
Confrontations entre Haïti et Saint-Vincent-et-les-Grenadines en matchs officiels, :
|   | Date              | Lieu           | Match                                   | Score | Compétition                                        |
| - | ----------------- | -------------- | --------------------------------------- | ----- | -------------------------------------------------- |
| 1 | 14 octobre 1979   | Paramaribo     | Haïti - Saint-Vincent-et-les-Grenadines | 3-1   | Coupe caribéenne des nations 1979 (tour final)     |
| 2 | 27 mai 1996       | San Fernando   | Haïti - Saint-Vincent-et-les-Grenadines | 2-2   | Coupe caribéenne des nations 1996 (gr. B)          |
| 3 | 27 septembre 2006 | Kingston       | Haïti - Saint-Vincent-et-les-Grenadines | 4-0   | Coupe caribéenne des nations 2007 (qualifications) |
| 4 | 30 mai 2007       | Port-d'Espagne | Saint-Vincent-et-les-Grenadines - Haïti | 0-3   | Match amical                                       |
| 5 | 4 novembre 2010   | San Fernando   | Saint-Vincent-et-les-Grenadines - Haïti | 1-3   | Coupe caribéenne des nations 2010 (qualifications) |

#### Bilan
Au 19 août 2018 :
- Total de matchs disputés : 5
- Victoires d'Haïti : 4
- Matchs nuls : 1
- Victoires de Saint-Vincent-et-les-Grenadines : 0
- Total de buts marqués par Haïti : 15
- Total de buts marqués par Saint-Vincent-et-les-Grenadines : 4

### Salvador

#### Confrontations
Confrontations en matchs officiels entre le Salvador et Haïti :
|    | Date              | Lieu           | Match            | Score    | Compétition                                                       |
| -- | ----------------- | -------------- | ---------------- | -------- | ----------------------------------------------------------------- |
| 1  | 3 mars 1950       | Guatemala      | Salvador - Haïti | 1-0      | Jeux d'Amérique centrale et des Caraïbes 1950                     |
| 2  | 20 mars 1961      | San José       | Salvador - Haïti | 2-0      | Coupe CCCF 1961 (tour final)                                      |
| 3  | 6 avril 1965      | Guatemala      | Salvador - Haïti | 3-1      | Championnat de la CONCACAF 1965 (tour final)                      |
| 4  | 10 octobre 1967   |                | Salvador - Haïti | 2-0      | Match amical                                                      |
| 5  | 21 septembre 1969 | Port-au-Prince | Haïti - Salvador | 1-2      | Éliminatoires de la Coupe du monde 1970 (zone CONCACAF - 3e tour) |
| 6  | 28 septembre 1969 | San Salvador   | Salvador - Haïti | 0-3      | Éliminatoires de la Coupe du monde 1970 (zone CONCACAF - 3e tour) |
| 7  | 8 octobre 1969    | Kingston       | Salvador - Haïti | 1-0 (ap) | Éliminatoires de la Coupe du monde 1970 (zone CONCACAF - 3e tour) |
| 8  | 16 octobre 1977   | Mexico         | Haïti - Salvador | 1-0      | Coupe des nations de la CONCACAF 1977 (tour final)                |
| 9  | 15 mai 1980       | Port-au-Prince | Haïti - Salvador | 2-0      | Match amical                                                      |
| 10 | 4 juin 1980       | San Salvador   | Salvador - Haïti | 3-0      | Match amical                                                      |
| 11 | 11 juin 1981      | Port-au-Prince | Haïti - Salvador | 0-0      | Match amical                                                      |
| 12 | 13 juin 1981      | Port-au-Prince | Haïti - Salvador | 0-0      | Match amical                                                      |
| 13 | 26 juillet 1981   | San Salvador   | Salvador - Haïti | 4-0      | Match amical                                                      |
| 14 | 19 novembre 1981  | Tegucigalpa    | Haïti - Salvador | 0-1      | Coupe des nations de la CONCACAF 1981 (tour final)                |
| 15 | 6 octobre 1999    | Los Angeles    | Salvador - Haïti | 1-1      | Gold Cup 2000 (tour préliminaire)                                 |
| 16 | 28 mars 2000      | San Salvador   | Salvador - Haïti | 3-1      | Match amical                                                      |
| 17 | 6 août 2000       | Port-au-Prince | Haïti - Salvador | 2-1      | Match amical                                                      |
| 18 | 15 décembre 2001  | Miami          | Salvador - Haïti | 0-0      | Match amical                                                      |
| 19 | 12 mai 2004       | Houston        | Salvador - Haïti | 3-3      | Match amical                                                      |
| 20 | 17 avril 2007     | San Salvador   | Salvador - Haïti | 0-1      | Match amical                                                      |
| 21 | 26 janvier 2008   | Port-au-Prince | Haïti - Salvador | 0-0      | Match amical                                                      |
| 22 | 29 janvier 2008   | Saint-Marc     | Haïti - Salvador | 0-0      | Match amical                                                      |
| 23 | 6 septembre 2008  | San Salvador   | Salvador - Haïti | 5-0      | Éliminatoires de la Coupe du monde 2010 : zone CONCACAF (3e tour) |
| 24 | 11 octobre 2008   | Port-au-Prince | Haïti - Salvador | 0-0      | Éliminatoires de la Coupe du monde 2010 : zone CONCACAF (3e tour) |
| 25 | 9 février 2011    | San Salvador   | Salvador - Haïti | 1-0      | Match amical                                                      |
| 26 | 15 juillet 2013   | Houston        | Salvador - Haïti | 1-0      | Gold Cup 2013 (gr. B)                                             |
| 27 | 9 octobre 2015    | Houston        | Salvador - Haïti | 1-3      | Match amical                                                      |
| 28 | 20 novembre 2018  | San Salvador   | Salvador - Haïti | 1-0      | Match amical                                                      |
| 29 | 2 juin 2019       | Washington     | Salvador - Haïti | 1-0      | Match amical                                                      |

#### Bilan
Au 16 juin 2019 :
- Total de matchs disputés : 29
- Victoires du Salvador : 15
- Matchs nuls : 8
- Victoires d'Haïti : 6
- Total de buts marqués par le Salvador : 37
- Total de buts marqués par Haïti : 19

### Sint Maarten
Confrontations entre Haïti et Sint Maarten en matchs officiels :
|   | Date              | Lieu           | Match                | Score | Compétition                                                        |
| - | ----------------- | -------------- | -------------------- | ----- | ------------------------------------------------------------------ |
| 1 | 10 septembre 2018 | Port-au-Prince | Haïti - Sint Maarten | 13-0  | Ligue des nations de la CONCACAF 2019-2020 (tournoi de classement) |

#### Bilan
Au 11 septembre 2018 :
- Total de matchs disputés : 1
- Victoires d'Haïti : 1
- Matchs nuls : 0
- Victoires de Sint Maarten : 0
- Total de buts marqués par Haïti : 13
- Total de buts marqués par Sint Maarten : 0

### Suriname et Guyane néerlandaise

#### Confrontations
Confrontations entre Haïti et la Guyane néerlandaise puis le Suriname en matchs officiels,.
|    | Date             | Lieu           | Match                       | Score | Compétition                                                                       |
| -- | ---------------- | -------------- | --------------------------- | ----- | --------------------------------------------------------------------------------- |
| 1  | 13 juin 1966     | Port-au-Prince | Haïti - Guyane néerlandaise | 1-4   | Match amical                                                                      |
| 2  | 23 octobre 1977  | Mexico         | Haïti - Suriname            | 1-0   | Coupe des nations de la CONCACAF 1977 (tour final)                                |
| 3  | 26 octobre 1978  | Port-d'Espagne | Haïti - Suriname            | 0-3   | Coupe caribéenne des nations 1978 (tour final)                                    |
| 4  | 18 octobre 1979  | Paramaribo     | Suriname - Haïti            | 0-1   | Coupe caribéenne des nations 1979 (tour final)                                    |
| 5  | 11 avril 1994    | San Fernando   | Suriname - Haïti            | 1-1   | Coupe caribéenne des nations 1994 (gr. B)                                         |
| 6  | 18 mai 2001      | Tunapuna       | Haïti - Suriname            | 1-1   | Coupe caribéenne des nations 2001 (gr. 2)                                         |
| 7  | 12 novembre 2006 | Fort-de-France | Haïti - Suriname            | 1-1   | Coupe caribéenne des nations 2007 (qualifications)                                |
| 8  | 20 août 2008     | Port-au-Prince | Haïti - Suriname            | 2-2   | Éliminatoires de la Coupe du monde 2010 : zone CONCACAF (3e tour)                 |
| 9  | 19 novembre 2008 | Paramaribo     | Suriname - Haïti            | 1-1   | Éliminatoires de la Coupe du monde 2010 : zone CONCACAF (3e tour)                 |
| 10 | 6 janvier 2017   | Couva          | Suriname - Haïti            | 2-4   | Éliminatoires de la Coupe caribéenne des nations 2017 (barrages pour la 5e place) |

#### Bilan
Au 19 août 2018 :
- Total de matchs disputés : 10
- Victoires du Suriname : 2
- Matchs nuls : 5
- Victoires d'Haïti : 3
- Total de buts marqués par le Suriname : 15
- Total de buts marqués par Haïti : 13

### Syrie

#### Confrontations
Confrontations entre Haïti et la Syrie en matchs officiels.
|   | Date         | Lieu     | Match         | Score | Compétition  |
| - | ------------ | -------- | ------------- | ----- | ------------ |
| 1 | 27 juin 2009 | Montréal | Haïti - Syrie | 1-2   | Match amical |

#### Bilan
Au 19 août 2018 :
- Total de matchs disputés : 1
- Victoires de la Syrie : 1
- Victoires d'Haïti : 0
- Matchs nuls : 0
- Total de buts marqués par la Syrie : 2
- Total de buts marqués par Haïti : 1

## T

### Trinité-et-Tobago

#### Confrontations
Confrontations entre Haïti et Trinité-et-Tobago en matchs officiels,.
|    | Date             | Lieu           | Match                     | Score    | Compétition                                                                       |
| -- | ---------------- | -------------- | ------------------------- | -------- | --------------------------------------------------------------------------------- |
| 1  | 23 octobre 1948  | Port-d'Espagne | Trinité-et-Tobago - Haïti | 0-0      | Match amical                                                                      |
| 2  | 27 octobre 1948  | Port-d'Espagne | Trinité-et-Tobago - Haïti | 4-0      | Match amical                                                                      |
| 3  | 30 octobre 1948  | Port-d'Espagne | Trinité-et-Tobago - Haïti | 4-0      | Match amical                                                                      |
| 4  | 20 avril 1949    | Port-au-Prince | Haïti - Trinité-et-Tobago | 2-2      | Match amical                                                                      |
| 5  | 23 avril 1949    | Port-au-Prince | Haïti - Trinité-et-Tobago | 2-3      | Match amical                                                                      |
| 6  | 25 avril 1949    | Port-au-Prince | Haïti - Trinité-et-Tobago | 5-0      | Match amical                                                                      |
| 7  | 18 juin 1966     | Port-au-Prince | Haïti - Trinité-et-Tobago | 1-0      | Match amical                                                                      |
| 8  | 11 janvier 1967  | Kingston       | Haïti - Trinité-et-Tobago | 4-2      | Coupe des nations de la CONCACAF 1967 (tournoi qualificatif)                      |
| 9  | 6 mars 1967      | Tegucigalpa    | Trinité-et-Tobago - Haïti | 3-2      | Coupe des nations de la CONCACAF 1967 (tour final)                                |
| 10 | 23 novembre 1968 | Port-au-Prince | Haïti - Trinité-et-Tobago | 4-0      | Éliminatoires de la Coupe du monde 1970 (zone CONCACAF - 1er tour)                |
| 11 | 25 novembre 1968 | Port-au-Prince | Haïti - Trinité-et-Tobago | 2-4      | Éliminatoires de la Coupe du monde 1970 (zone CONCACAF - 1er tour)                |
| 12 | 5 décembre 1971  | Port-d'Espagne | Trinité-et-Tobago - Haïti | 0-6      | Coupe des nations de la CONCACAF 1971 (tour final)                                |
| 13 | 4 février 1973   |                | Haïti - Trinité-et-Tobago | 0-0      | Match amical                                                                      |
| 14 | 6 février 1973   |                | Haïti - Trinité-et-Tobago | 4-2      | Match amical                                                                      |
| 15 | 4 décembre 1973  | Port-au-Prince | Haïti - Trinité-et-Tobago | 2-1      | Coupe des nations de la CONCACAF 1973 (tour final)                                |
| 16 | 29 octobre 1978  | Port-d'Espagne | Trinité-et-Tobago - Haïti | 2-2      | Coupe caribéenne des nations 1978 (tour final)                                    |
| 17 | 11 novembre 1979 | Paramaribo     | Haïti - Trinité-et-Tobago | 1-0      | Coupe caribéenne des nations 1979 (tour final)                                    |
| 18 | 1er août 1980    | Port-au-Prince | Haïti - Trinité-et-Tobago | 2-0      | Coupe des nations de la CONCACAF 1981 (tour préliminaire)                         |
| 19 | 17 août 1980     | San Fernando   | Trinité-et-Tobago - Haïti | 1-0      | Coupe des nations de la CONCACAF 1981 (tour préliminaire)                         |
| 20 | 6 mars 1996      | Miami          | Trinité-et-Tobago - Haïti | 2-0      | Match amical                                                                      |
| 21 | 29 juillet 1998  | Port-d'Espagne | Trinité-et-Tobago - Haïti | 4-1      | Coupe caribéenne des nations 1998 (demi-finale)                                   |
| 22 | 11 juin 1999     | Port-d'Espagne | Trinité-et-Tobago - Haïti | 6-1      | Coupe caribéenne des nations 1999 (demi-finale)                                   |
| 23 | 7 mai 2000       | Port-d'Espagne | Trinité-et-Tobago - Haïti | 3-1      | Éliminatoires de la Coupe du monde 2002 (zone CONCACAF - gr. Caraïbes 3)          |
| 24 | 19 mai 2000      | Port-au-Prince | Haïti - Trinité-et-Tobago | 1-1      | Éliminatoires de la Coupe du monde 2002 (zone CONCACAF - gr. Caraïbes 3)          |
| 25 | 25 mai 2001      | Port-d'Espagne | Trinité-et-Tobago - Haïti | 3-0      | Coupe caribéenne des nations 2001 (finale)                                        |
| 26 | 31 juillet 2003  | Basseterre     | Haïti - Trinité-et-Tobago | 2-0      | Match amical                                                                      |
| 27 | 1er février 2005 | Port-d'Espagne | Trinité-et-Tobago - Haïti | 1-0      | Match amical                                                                      |
| 28 | 3 février 2005   | Port-d'Espagne | Trinité-et-Tobago - Haïti | 2-1      | Match amical                                                                      |
| 29 | 6 février 2005   | Scarborough    | Trinité-et-Tobago - Haïti | 0-1      | Match amical                                                                      |
| 30 | 17 janvier 2007  | Port-d'Espagne | Trinité-et-Tobago - Haïti | 3-1      | Coupe caribéenne des nations 2007 (gr. Sedley Joseph)                             |
| 31 | 23 janvier 2007  | Port-d'Espagne | Trinité-et-Tobago - Haïti | 1-2      | Coupe caribéenne des nations 2007 (finale)                                        |
| 32 | 28 mai 2007      | Port-d'Espagne | Trinité-et-Tobago - Haïti | 1-0      | Match amical                                                                      |
| 33 | 30 juillet 2008  | Tunapuna       | Trinité-et-Tobago - Haïti | 2-0      | Match amical                                                                      |
| 34 | 10 août 2008     | Port-au-Prince | Haïti - Trinité-et-Tobago | 1-0      | Match amical                                                                      |
| 35 | 6 novembre 2010  | San Fernando   | Trinité-et-Tobago - Haïti | 4-0      | Coupe caribéenne des nations 2010 (qualifications)                                |
| 36 | 7 décembre 2012  | Saint John's   | Haïti - Trinité-et-Tobago | 0-0      | Coupe caribéenne des nations 2012 (gr. A)                                         |
| 37 | 12 juillet 2013  | Miami          | Trinité-et-Tobago - Haïti | 0-2      | Gold Cup 2013 (gr. B)                                                             |
| 38 | 8 janvier 2016   | Panama         | Trinité-et-Tobago - Haïti | 0-1      | Copa América Centenario (barrage)                                                 |
| 39 | 8 janvier 2017   | Couva          | Haïti - Trinité-et-Tobago | 4-3 (ap) | Éliminatoires de la Coupe caribéenne des nations 2017 (barrages pour la 5e place) |

#### Bilan
Au 19 août 2018 :
- Total de matchs disputés : 30
- Victoires de Trinité-et-Tobago : 17
- Matchs nuls : 6
- Victoires d'Haïti : 17
- Total de buts marqués par Trinité-et-Tobago : 65
- Total de buts marqués par Haïti : 58

## U

### Uruguay

#### Confrontations
Confrontations entre Haïti et l'Uruguay en matchs officiels.
|   | Date         | Lieu           | Match           | Score | Compétition  |
| - | ------------ | -------------- | --------------- | ----- | ------------ |
| 1 | 6 juin 1973  | Port-au-Prince | Haïti - Uruguay | 0-0   | Match amical |
| 2 | 23 mars 1974 | Port-au-Prince | Haïti - Uruguay | 0-1   | Match amical |
| 3 | 25 mars 1974 | Port-au-Prince | Haïti - Uruguay | 0-0   | Match amical |

#### Bilan
Au 19 août 2018 :
- Total de matchs disputés : 3
- Victoires de l'Uruguay : 1
- Victoires d'Haïti : 0
- Matchs nuls : 2
- Total de buts marqués par l'Uruguay : 1
- Total de buts marqués par Haïti : 0

## V

### Venezuela

#### Confrontations
Confrontations entre Haïti et le Venezuela en matchs officiels,  :
|   | Date              | Lieu           | Match             | Score | Compétition  |
| - | ----------------- | -------------- | ----------------- | ----- | ------------ |
| 1 | 5 avril 1944      | Willemstad     | Haïti - Venezuela | 0-2   | Match amical |
| 2 | 10 mars 1956      | Port-au-Prince | Haïti - Venezuela | 1-1   | Match amical |
| 3 | 16 mars 1956      | Port-au-Prince | Haïti - Venezuela | 3-0   | Match amical |
| 4 | 28 septembre 1999 | Port-au-Prince | Haïti - Venezuela | 3-2   | Match amical |
| 5 | 20 août 2003      | Caracas        | Venezuela - Haïti | 3-2   | Match amical |
| 6 | 3 février 2008    | Maturín        | Venezuela - Haïti | 1-0   | Match amical |
| 7 | 6 février 2008    | Puerto La Cruz | Venezuela - Haïti | 1-1   | Match amical |

#### Bilan
Au 22 juillet 2018 :
- Total de matchs disputés : 7
- Victoires d'Haïti : 2
- Victoires du Venezuela : 3
- Matchs nuls : 2
- Total de buts marqués par Haïti : 10
- Total de buts marqués par le Venezuela : 10